# إليك تومسون
إليك تومسون (بالإنجليزية: Alec Thomson)‏ (1901 في المملكة المتحدة - 12 نوفمبر 1975) هو مدرب كرة قدم ولاعب كرة قدم بريطاني (وحمل سابقاً جنسية المملكة المتحدة لبريطانيا العظمى وأيرلندا) في مركز مهاجم داخلي. لعب مع نادي سلتيك.